# IV (Winger-Album)
IV ist das 2006 veröffentlichte vierte Studioalbum der US-amerikanischen Hard-Rock-Band Winger.

## Hintergrund
Winger hatte sich 1993 nach dem kommerziellen Flop des Albums Pull getrennt. Gitarrist Reb Beach veröffentlichte ein Soloalbum, Kip Winger startete ebenfalls eine Solokarriere. 2001 veröffentlichte Atlantic Records eine Best-of-CD mit dem Titel The Very Best of Winger, 2002 kam die Gruppe für ein Comeback wieder zusammen.
Im Mai 2006 unterschrieben Winger beim italienischen Label Frontiers Records einen neuen Plattenvertrag, anschließend nahm die Gruppe ein neues Studioalbum auf. Da es sich um das vierte Album der Band handelte, wurde es schlicht IV betitelt. Kip Winger gab in einem Interview dazu an, er sei eines Morgens aufgewacht und habe das nächste Winger-Album im Kopf gehabt und sofort gewusst, was er damit tun wolle. Das Cover des Albums wurde von Ethan van Sciver gezeichnet, der bei DC Comics als Zeichner für Serien wie Green Lantern, Superman und Batman arbeitete.
In Japan erschien das Album mit einer akustischen Version des Liedes Blue Suede Shoes als Bonustrack.

## Titelliste
1. Right up Ahead (Winger, Beach) – 5:07
2. Blue Suede Shoes (Winger, Beach) – 3:46
3. Four Leaf Clover (Winger, Beach) – 4:18
4. M16 (Winger) – 3:57
5. Your Great Escape (Winger, Beach) – 3:55
6. Disappear (Winger, Beach) – 3:49
7. On a day Like Today (Winger, Beach) – 6:24
8. Livin' Just to Die (Winger, Beach) – 3:14
9. Short Flight to Mexico (Winger, Beach) – 4:18
10. Generica (Winger, Beach) – 6:33
11. Can’t Take It Back (Winger, Beach) – 4:05

## Rezeption
Frank Albrecht vom Magazin Rock Hard schrieb, die Scheiben von Winger hätten „stets auch von ihren überdimensionalen Breitwand-Produktionen“ gelebt, was „anno 2006 nicht mehr drin“ sei, wenn man „bei einem Indie-Label gelandet“ sei. Das sei etwa so, „als ob man Teil drei von «Der Fluch der Karibik» mit dem Budget eines «Polizeiruf 110»-Abendkrimis produzieren“ wolle. Es sei „Kip Winger gelungen, eine dennoch amtlich tönende Scheibe“ aufzunehmen. Vielleicht klänge vieles „deswegen auch gar nicht so glattgebügelt“, sondern habe „durchaus Kanten und Ecken“. Entscheidend sei, dass es dem Duo Reb Beach / Kip Winger „wieder gelungen“ sei, einige „wirklich wunderprächtige Songs zu schreiben, die den geneigten Melodic-Fan einfach nicht mehr verlassen“ wollten. Es handele sich um „herrliche Songs mit tollen Melodien, erstklassiger Gitarrenarbeit und schönen Vocals“ des „Meisters und Namensgebers“. Alles in allem sei das Album „ein richtig gutes Comeback“.